# Stephany Orúe
Stephany Karina Orúe Rodríguez (Callao, 9 de marzo de 1987) es una actriz y presentadora de televisión peruana.

## Biografía
Hija de Benjamin Orúe, vocalista de la banda de rock peruano de los años 1970 PAX, y de Rosalina Rodríguez Serna. Egresada del Centro de Formación del Teatro de la Universidad Católica. 
En televisión ha participado en producciones como El gran reto y La Tayson, corazón rebelde; y en teatro, las obras La Chunga y Crónica de una muerte anunciada.
Orúe concursó en el reality show de baile El gran show conducido por Gisela Valcárcel, donde obtuvo el cuarto puesto tras tres meses de competencia.
El 18 de agosto de 2020, ella contrajo el COVID-19.

## Filmografía

### Televisión
- Pide un milagro (2006) como Greisy.
- Tiro de gracia (2007) como Analía.
- Baila reggaetón (2007) como Brenda.
- Chapulín, el dulce (2008) como Susana.
- El gran reto (2008) como Julia Wilca / Julio.
- La fuerza Fénix (2008) como Urpi.
- Magnolia Merino (2008) como Claudia Solís.
- Clave uno: médicos en alerta 2 (2009) como Yolanda Rivera.
- Los exitosos Gome$ (2010) como Daniela.
- El gran show (2010) concursante, 4° puesto.
- La Tayson, corazón rebelde (2012) como Adelina "Lina".
- La reina de las carretillas (2012-2013) como Margarita.
- Derecho de familia (2013), 1 episodio como Jenny.
- Mi amor, el wachimán (2013-2014) como Eva (temp. 2) / Nora (temp. 3)
- Comando Alfa (2014) como Susana Figueroa Castro.
- Nuestra historia (2015) como Anabel Gálvez.
- Amores que matan (2015) como Milena Ep "Milena" .
- Valiente amor (2016) como Valentina Malca / Valentina Villar Malca / Rita Malca.
- Colorina (2017-2018) como Roberta "Berta" López Vergaray Vda. De Laguna / Vda. de Peluffo / de Williams.
- Mi esperanza (2018) como Tatiana Pastor Guerra.
- El artista del año, tercera temporada (2018) concursante, 3° puesto.
- Chapa tu combi (2019-2020) como Merry Christmas Samamé.
- Aprendo en casa (2020-2021), como presentadora. Quinto grado de secundaria.[8]
- La voz cantante (2021-presente), como presentadora.[9][10]
- Maricucha (2022-presente) como Samantha.
- Perdóname (2023-presente) como Margarita.
- Tu nombre y el mío (2024) como Estrella

### Películas
- Vivo o muerto: El expediente García (2024) - Posproducción
- La Foquita: el 10 de la calle (2020) como Paola Montalvo.
- De patitas a la calle (2020)
- Django, en el nombre del hijo (2019)
- Django, sangre de mi sangre (2018)
- Sobredosis de amor (2018)
- La Luz en el Cerro (2016)
- La última noticia (2015)
- Nocturno - Cortometraje (2014)
- Casa dentro (2012)
- Hálito de vida - Cortometraje (2012)
- El guachimán (2011)
- La vigilia (2010)
- La primera vez - Cortometraje (2008)

## Premios y nominaciones
| Año  | Premiación                  | Categoría                        | Nominación por                                 | Resultado | Ref.   |
| ---- | --------------------------- | -------------------------------- | ---------------------------------------------- | --------- | ------ |
| 2014 | Premio Luces de El Comercio | Mejor actriz de televisión       | Susana Figueroa Castro (por Comando Alfa)      | Nominada  | [ 11 ] |
| 2016 | Premios La Zona             | Actriz                           | Ella misma                                     | Ganadora  | [ 12 ] |
| 2017 | Premio Luces de El Comercio | Mejor actriz de reparto (cine)   | Ella misma (por La luz en el cerro)            | Nominada  | [ 13 ] |
| 2017 | Premio Luces de El Comercio | Mejor actriz de reparto (teatro) | Ella misma (por Casa de perros)                | Ganadora  | [ 14 ] |
| 2018 | Premio Luces de El Comercio | Mejor actriz secundaria          | Ella misma (por Django: Sangre de mi sangre)   | Ganadora  | [ 15 ] |
| 2019 | Premio Luces de El Comercio | Mejor actriz secundaria          | Ella misma (por Django: En el nombre del hijo) | Nominada  | [ 16 ] |
| 2020 | Premio Luces de El Comercio | Mejor conducción                 | Ella misma (por Aprendo en casa)               | Nominada  | [ 17 ] |